# Thorneela teres
Thorneela teres är en rundmaskart. Thorneela teres ingår i släktet Thorneela och familjen Dorylaimidae. Inga underarter finns listade i Catalogue of Life.